# 方樞 (民國)
方樞（1884年—1961年1月9日），字立之，安徽定远人。清朝及中华民国官员。

## 生平
方樞生于1886年，1904年入日本早稻田大学法科，1909年毕业。旋归国在奉天省署办理法律编纂事宜。他历任知县、奉天谘议局科长、山东巡抚署参事。中华民国成立后，任袁世凯]]总统府内史长。1913年，代表袁世凯列席宪法会议，但遭到国会拒绝。段祺瑞执政时，1912年任国务院法制局参事，1914年任政治会议议员，同年5月任政事堂参议。1916年24日，国务院法制局长林长民病辞，由方枢继任。1918年3月, 段祺瑞复阁后, 打算以张志潭为秘书长, 徐树铮经多方考虑, 主张以现法制局长方枢调任其缺。1918年3月25日，徐树铮电徐世昌、段祺瑞，请慎选财政总长，并以方枢代张志潭为国务院秘书长。1919年，充任南北议和北方代表。1927年起即赋闲。
1953年被聘任为江苏省文史研究馆馆员。1960年4月被聘任为中央文史研究馆馆员。
1961年1月9日病故。 